# 芳賀村
芳賀村（はがむら）は群馬県の中部、勢多郡に属していた村。現在の前橋市芳賀地区に相当する。

## 地理
赤城山の南麓に位置する。

## 歴史
- 和名類聚抄にある勢多郡9ヶ郷のうち、芳賀郷、藤沢郷が芳賀村と関係があると思われるが、二之宮町で「芳郷」墨書須恵器が発見されていることもあり、決定的な結論は出ていない。
- 1889年（明治22年）4月1日 - 町村制施行により周辺7村（勝沢村、小坂子村、五代村、端気村、鳥取村、小神明村、嶺村）が合併し南勢多郡芳賀村が成立する。役場は大字勝沢字東曲輪の正覚寺に置かれた。
- 1896年（明治29年）4月1日 - 郡統合（南勢多郡と東群馬郡の統合）により勢多郡に所属する。
- 1954年（昭和29年）4月1日 - 周辺1町5村（総社町、元総社村、上川淵村、下川淵村、桂萱村、東村）とともに前橋市へ編入され、前橋市芳賀地区となる。

## 地域

### 村内の大字
- 勝沢
- 小神明
- 端気
- 五代
- 鳥取
- 小坂子
- 嶺
- 金丸

### 教育

#### 小学校
- 芳賀村立芳賀小学校
- 芳賀村立嶺小学校

#### 中学校
- 芳賀村立芳賀中学校

## 行政
歴代村長
| 代 | 氏名       | 就任                       | 退任                       | 備考               |
| -- | ---------- | -------------------------- | -------------------------- | ------------------ |
| 1  | 多賀谷正士 | 1889年（明治22年）5月10日  | 1893年（明治26年）5月9日   | 前橋藩士族         |
| 2  | 多賀谷正士 | 1893年（明治26年）5月17日  | 1893年（明治26年）11月16日 | 初代               |
| 3  | 近藤嬉兵太 | 1893年（明治26年）12月13日 | 1897年（明治30年）12月12日 |                    |
| 4  | 小林源六   | 1897年（明治30年）12月28日 | 1899年（明治32年）7月31日  | 群馬県議会議員     |
| 5  | 小林寅之助 | 1899年（明治32年）8月3日   | 1902年（明治35年）10月28日 |                    |
| 6  | 宇田邦三郎 | 1902年（明治35年）11月7日  | 1906年（明治39年）11月6日  |                    |
| 7  | 田所織之助 | 1906年（明治39年）11月9日  | 1909年（明治42年）10月21日 |                    |
| 8  | 宇田邦三郎 | 1909年（明治42年）11月19日 | 1913年（大正2年）11月18日  | 6代                |
| 9  | 小林善之助 | 1913年（大正2年）11月19日  | 1915年（大正4年）7月15日   |                    |
| 10 | 田所織之助 | 1915年（大正4年）8月4日    | 1919年（大正8年）8月3日    | 7代                |
| 11 | 小林義三郎 | 1919年（大正8年）8月7日    | 1921年（大正10年）7月20日  |                    |
| 12 | 池田照十郎 | 1921年（大正10年）8月3日   | 1925年（大正14年）4月13日  |                    |
| 13 | 田所織之助 | 1925年（大正14年）8月19日  | 1929年（昭和4年）8月18日   | 10代               |
| 14 | 青木由平   | 1929年（昭和4年）9月30日   | 1933年（昭和8年）9月29日   |                    |
| 15 | 青木由平   | 1933年（昭和8年）10月5日   | 1936年（昭和11年）7月14日  | 15代               |
| 16 | 田所織之助 | 1936年（昭和11年）8月8日   | 1938年（昭和13年）5月17日  | 13代               |
| 17 | 高井領作   | 1938年（昭和13年）5月26日  | 1942年（昭和17年）5月25日  |                    |
| 18 | 小林二郎   | 1942年（昭和17年）6月6日   | 1946年（昭和21年）1月25日  |                    |
| 19 | 近藤哲三郎 | 1946年（昭和21年）2月25日  | 1946年（昭和21年）11月30日 |                    |
| 20 | 山田幸太郎 | 1947年（昭和22年）4月5日   | 1951年（昭和26年）4月4日   |                    |
| 21 | 横山又吉郎 | 1951年（昭和26年）4月23日  | 1951年（昭和26年）7月28日  | 病気死亡           |
| 22 | 小林二郎   | 1951年（昭和26年）9月1日   | 1954年（昭和29年）3月31日  | 18代、前橋市と合併 |